# Брендън Фрейзър
Брендън Джеймс Фрейзър (на английски: Brendan James Fraser) е американски актьор от канадски произход.
Избиран е от списание People за един от 50-те най-красиви хора на света. Едно от най-големите му хобита е фотографията.

## Биография
Роден е през 1968 г. в Индианаполис, щата Индиана (САЩ). Има трима по-големи братя.
Израства в Холандия, Швейцария и Канада. Има американско и канадско гражданство и говори перфектно френски език.
След като завършва своето актьорско обучение в Сиатъл, щата Вашингтон, той получава малка роля във филм с Ривър Финикс – „Бой с кучета“ (1991) и още на следващата година е забелязан от филмовата публика в „Кроманьонецът“ (комедия с елементи на фентъзи и романтична драма – неговият герой е първобитен човек-кроманьонец, оживял след размразяване в далечното за него бъдеще на XX. век и подвизаващ се в американска гимназия като чуждестранен ученик на разменни начала, наричан Линк (Link), което име му е дадено в резултат на случайно хрумване на открилите и приютили го младежи, които го представят за свой приятел от Литва и благодарение на него стават популярни; за ролята на първобитен човек помага и високият му ръст – 191 см) и „Училищни връзки“ (драма на спортна тематика).
Става известен с ролята си на Джордж от джуглата във филма на „Дисни“ доразвиващ и донякъде пародиращ мотиви, свързани с Тарзан и Маугли „Човекът от джунглата“ (1997), а още повече – с тази на Рик О'Конъл във филма на ужасите „Мумията“ (1999) и неговите 2 продължения. Той е първи избор за ролята на инспектор Гаджет в едноименния филм, дадена впоследствие на Матю Бродерик (1999 г.) Приет е добре от критиката в „Богове и чудовища“ (1998). Изявява се и в други драми като „Тихият американец“ (2002) и „Сблъсъци“ (2004)), също получили добри отзиви.
Междувременно се жени (1998 г.) за актрисата Афтън Смит (Afton Smith). Сватбата им се състои в градината на хотел „Бел Еър“ в Лос Анджелис (САЩ). От брака им се раждат 3 момчета (Грифин Артър – р. 17 септември 2002 г.; Холдън Флечър – р. 16 август 2004 г. и Лилънд – р. 2 май 2006 г.) Развеждат се през 2008 г.

## Частична филмография
- 1991 – „Бой с кучета“ (Dogfight)
- 1991 – „Виновен до доказване на противното“ (Guilty Until Proven Innocent)
- 1991 – „Старото ми училище“ (My Old School)
- 1992 – „Кроманьонецът“ (Encino Man)
- 1992 – „Училищни връзки“ (School Ties)
- 1993 – „20 долара“ (Twenty Bucks)
- 1993 – „По-млад и по-млад“ (Younger and Younger)
- 1993 – „Професия зет“ (Son in Law)
- 1994 – „С отличие“ (With Honors)
- 1994 – „Въздухари“ (Airheads)
- 1994 – „Сега в армията“ (In the Army Now)
- 1994 – „Скаутът“ (The Scout)
- 1995 – „Заслепен от успеха“ (Glory Daze)
- 1995 – „Паднали ангели“ (Fallen Angels)
- 1995 – „Сега и тогава“ (Now and Then)
- 1996 – „Мисис Уинтърборн“ (Mrs. Winterbourne)
- 1997 – „Човекът от джунглата“ (George of the Jungle)
- 1997 – „До последен дъх“ (Still Breathing)
- 1998 – „Богове и чудовища“ (Gods and Monsters)
- 1998 – „Семейство Симпсън“ (ТВ) (The Simpsons)
- 1999 – „Светлина от миналото“ (Blast from the past)
- 1999 – „Мумията“ (The Mummy)
- 1999 – „Доблестният Дъдли“ (Dudley Do–Right)
- 2000 – „Шеметна сделка“ (Bedazzled)
- 2001 – „Маймунджилъци“ (Monkeybone)
- 2001 – „Мумията се завръща“ (The Mummy Returns)
- 2002 – „Тихият американец“ (The Quiet American)
- 2003 – „Шантави рисунки: Отново в действие“ (Looney Tunes: Back in Action)
- 2004 – „Сблъсъци“ (Crash)
- 2006 – „Последният път“ (The Last Time)
- 2008 – „Пътешествие до центъра на Земята“ (Journey to the Center of the Earth)
- 2008 – „Мумията: Гробницата на Императора Дракон“ (The Mummy: Tomb of the Dragon Emperor)
- 2008 – „Мастилено сърце“ (Inkheart)
- 2009 – „G.I. Joe: Изгревът на кобра“ (G.I. Joe: The Rise of Cobra)
- 2010 – „Извънредни мерки“ (Решени на всичко) (Extraordinary Measures)
- 2010 – „Операция „Четири лапи“ (Furry Vengeance)
- 2013 – „Бягство от планетата Земя“ (Escape from Planet Earth)
- 2013 – „Случай с теб“ (A Case of You)
- 2014 – „Крадци на ядки“ (The Nut Job)
- 2022 – „Китът“ (The Whale)
- 2023 – „Убийците на цветната луна“ (Killers of the Flower Moon)